# Tyuyamunit
Tyuyamunit ist ein eher selten vorkommendes Uran-Vanadium-Mineral aus der Mineralklasse der „Oxide und Hydroxide“. Es kristallisiert im orthorhombischen Kristallsystem mit der chemischen Zusammensetzung Ca[UO2|VO4]2·6–8H2O und entwickelt meist massige Mineral-Aggregate, selten aber auch tafelige, teilweise fächerförmige Kristalle von gelber bis grüngelber Farbe.

## Etymologie und Geschichte
Tyuyamunit wurde 1912 von Konstantin Nenadkewitsch erstbeschrieben und nach der Typlokalität, der Tyuya-Muyun Mine in Kirgisistan benannt.
Das Typmineral befindet sich an der Russischen Akademie der Wissenschaften im Mineralogischen Museum "Alexander Fersman" in Moskau, Russland.

## Klassifikation
In der veralteten 8. Auflage der Mineralsystematik nach Strunz gehörte der Tyuyamunit zur Mineralklasse der „Phosphate, Arsenate, Vanadate“ und dort zur Abteilung „Wasserhaltige Phosphate, Arsenate und Vanadate mit fremden Anionen“, wo er gemeinsam mit Carnotit, Francevillit, Metatyuyamunit, Sengierit und Vanuralit in der „Carnotit-Tujamunit-Gruppe“ mit der Systemnummer VII/D.23 steht.
In der zuletzt 2018 überarbeiteten Lapis-Systematik nach Stefan Weiß, die formal auf der alten Systematik von Karl Hugo Strunz in der 8. Auflage basiert, erhielt das Mineral die System- und Mineralnummer VII/E.11-080. Dies entspricht der Klasse der „Phosphate, Arsenate und Vanadate“ und dort der Abteilung „Uranyl-Phosphate/Arsenate und Uranyl-Vanadate mit [UO2]2+–[PO4]/[AsO4]3− und [UO2]2+–[V2O8]6−, mit isotypen Vanadaten (Sincositreihe)“, wo Tyuyamunit zusammen mit Carnotit, Curienit, Finchit, Francevillit, Margaritasit, Metatyuyamunit, Metavanuralit, Sengierit, Strelkinit, Vanuralit und Vanuranylit die „Uranyl-Gruppenvanadate mit [UO2]2+-[V2O8]6−“ mit der Systemnummer VII/E.11 bildet.
Die von der International Mineralogical Association (IMA) zuletzt 2009 aktualisierte 9. Auflage der Strunz’schen Mineralsystematik ordnet den Tyuyamunit in die Klasse der „Oxide (Hydroxide, V[5,6]-Vanadate, Arsenite, Antimonite, Bismutite, Sulfite, Selenite, Tellurite, Iodate)“ und dort in die Abteilung „V[5,6]-Vanadate“ ein. Hier ist das Mineral in der Unterabteilung „Uranyl-Gruppenvanadate (Sorovanadate)“ zu finden, wo es zusammen mit Metatyuyamunit eine unbenannte Gruppe mit der Systemnummer 4.HB.25 bildet.
In der vorwiegend im englischen Sprachraum gebräuchlichen Systematik der Minerale nach Dana hat Tyuyamunit die System- und Mineralnummer 40.02a.26.01. Das entspricht der Klasse der „Phosphate, Arsenate und Vanadate“ und dort der Abteilung „Wasserhaltige Phosphate etc.“. Hier findet er sich innerhalb der Unterabteilung „Wasserhaltige Phosphate etc., mit A2+(B2+)2(XO4) × x(H2O), mit (UO2)2+“ in einer unbenannten Gruppe mit der Systemnummer 40.02a.26, in der auch Metatyuyamunit eingeordnet ist.

## Kristallstruktur
Tyuyamunit kristallisiert orthorhombisch in der Raumgruppe Pnna (Raumgruppen-Nr. 52) mit den Gitterparametern a = 10,63 Å; b = 8,36 Å und c = 16,96 Å sowie 4 Formeleinheiten pro Elementarzelle. Die hier gegebenen Werte werden jedoch von Stern et al. als dem Metatyuyamunit zugehörig beschrieben.

## Eigenschaften
Das Mineral ist durch seinen Urangehalt von bis zu 51,8 % stark radioaktiv. Unter Berücksichtigung der Mengenanteile der radioaktiven Elemente in der idealisierten Summenformel sowie der Folgezerfälle der natürlichen Zerfallsreihen wird für das Mineral eine spezifische Aktivität von etwa 92,8 kBq/g angegeben (zum Vergleich: natürliches Kalium 0,0312 kBq/g). Der zitierte Wert kann je nach Mineralgehalt und Zusammensetzung der Stufen deutlich abweichen, auch sind selektive An- oder Abreicherungen der radioaktiven Zerfallsprodukte möglich und ändern die Aktivität.
Der Wassergehalt von Tyuyamunit ist zeolithischer Natur, das heißt je nach umgebender Luftfeuchtigkeit kann der Kristallwassergehalt schwanken. In trockener Umgebung dehydratisiert Tyuyamunit zu Metatyuyamunit mit der Formel Ca[(UO2)2(VO4)2]·3-5H2O.
Tyuyamunit ist visuell schwierig von anderen Uranyl-Vanadaten wie zum Beispiel Carnotit zu unterscheiden. Unter kurzwelligem UV-Licht zeigt es eine hellgrüne Fluoreszenz.

## Modifikationen und Varietäten
In trockener Umgebung dehydratisiert Tyuyamunit unter Abgabe eines Teils seines Kristallwassers zu Metatyuyamunit Ca[UO2|VO4]2·3–5H2O. Metatyuyamunit kristallisiert orthorhombisch in der Raumgruppe Pnam (Nr. 62, Stellung 6) mit den Gitterparametern a = 10,54 Å; b = 8,49 Å und c = 17,34 Å sowie 4 Formeleinheiten pro Elementarzelle. Andere Autoren berichten für Metatyuyamunit, gefunden in Rumänien, folgende Elementarzelle: orthorhombisch, mit den Gitterparametern a = 10,77 Å; b = 8,53 Å und c = 17,62 Å sowie 4 Formeleinheiten pro Elementarzelle.

## Bildung und Fundorte

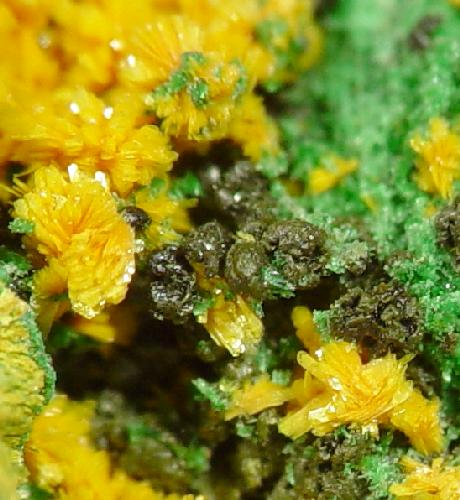
Tyuyamunit auf Malachit aus der Musonoi Mine in der Demokratischen Republik Kongo

Tyuyamunit bildet sich in der Oxidationszone von Uran-Vanadium-Lagerstätten auf Sandsteinmatrix. Er tritt in Paragenese unter anderem mit Autunit, Carnotit, Corvusit, Gips, Malachit, Metatyuyamunit, Vésigniéit und Volborthit auf.
Funde von Tyuyamunite beziehungsweise Metatyuyamunit in Höhlen lassen darauf schließen, dass sich dieses Mineral aus hydrothermalen Lösungen bildet.
Weltweit konnte Tyuyamunit bisher an mehreren Fundorten nachgewiesen werden. Die bedeutendsten Fundstellen sind dabei vor allem die des Colorado-Plateaus in Utah und Arizona in den Vereinigten Staaten.

## Vorsichtsmaßnahmen
Aufgrund der Toxizität und der starken Radioaktivität des Minerals sollten Mineralproben vom Tyuyamunit nur in staub- und strahlungsdichten Behältern, vor allem aber niemals in Wohn-, Schlaf- und Arbeitsräumen aufbewahrt werden. Ebenso sollte eine Aufnahme in den Körper (Inkorporation, Ingestion) auf jeden Fall verhindert und zur Sicherheit direkter Körperkontakt vermieden sowie beim Umgang mit dem Mineral Atemschutzmaske und Handschuhe getragen werden.